# La gran cursa
La gran cursa (títol original en anglès: The Great Race) és una pel·lícula estatunidenca dirigida per Blake Edwards i interpretada en els papers principals per Tony Curtis, Jack Lemmon i Natalie Wood que es va estrenar el 1965 i està lliurement inspirada en la cursa automobilística Nova York-París 1908, un esdeveniment organitzat durant els anys 1907 i 1908 a França i als Estats Units. Ha estat doblada al català.

## Argument

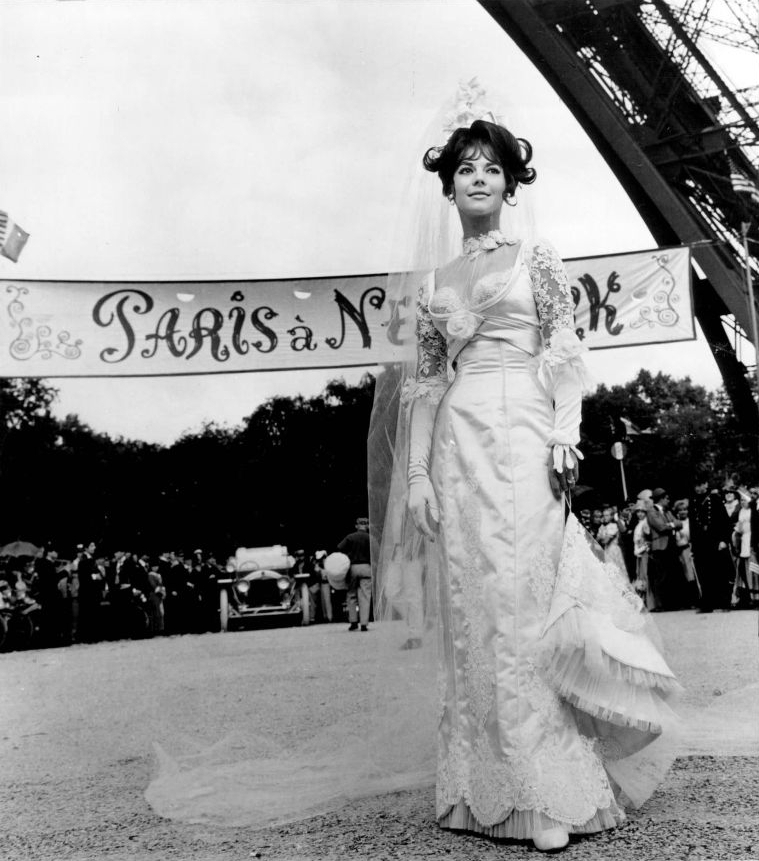
Natalie Wood

1910. El professor Fatalitat i el seu enemic, el Gran Leslie, participen en una prova automobilística que enllaça Nova York i París. Per guanyar, Fatalitat està disposat a recórrer a tota mena d'ardits, mentre que Leslie sempre surt vencedor sense haver-se d'embrutar. En la cursa també hi participa Maggie Dubois, una periodista feminista que trasbalsarà el cor de Leslie.
Des del començament de la prova, els nombrosos participants són víctimes de sabotatges diversos (un perd les rodes, l'altre el volant) orquestrats pel professor Fatalitat, que vol guanyar la cursa costi el que costi per provar la superioritat del seu cotxe, l'Hannibal VIII, sobre el de Leslie.
Quan ja fa un temps que corren, Leslie, Fatalitat, el seu ajudant (Max), Hezekiah (ajudant de Leslie) i Maggie Dubois, que Leslie ha recollit perquè se li ha avariat el cotxe, es troben al petit llogarret de Boracho, a Texas, on s'organitza una cerimònia en honor seu. Fatalitat i Max, els primers a arribar, només volen benzina per marxar com més aviat millor. Ataquen l'alcalde de Boracho per intentar fugir, però, com que no tenen benzina, s'han d'esperar fins a la nit per "manllevar-ne". Mentrestant, Leslie, que s'ha mostrat ben simpàtic amb els habitants de la població, és el convidat d'honor de la festa i el mateix vespre acudeix al saloon. Tot va bé fins que arriba Texas Jack, un bestiota hàbil tirador i promès de la cantant del saloon. De cop i volta esclata una baralla i Fatalitat ho aprofita per agafar benzina, marxar i fer-ho saltar tot.
Al cap d'unes quantes setmanes, els dos cotxes es troben al pol nord, en algun lloc sobre el casquet polar. El glaç es fon i els han de rescatar ràpidament. Per sort per a ells els veuen des de Sibèria i els salven.
Mentrestant, a Nova York no es té notícia de la cursa després de les nombroses manifestacions feministes davant la seu del "New-York Sentinel", que dificulten la difusió de la informació.
Després d'haver estat recuperats pels siberians, Maggie Dubois, que ha mentit a Leslie i ha traït la seva confiança, és embarcada manu militari en l'Hannibal VIII.
Un cop han travessat Rússia sense grans dificultats, Fatalitat i Leslie afronten tota mena de problemes a Prússia. Entre altres coses, Fatalitat haurà de fer-se passar pel rei, a qui s'assembla molt, Leslie i els seus amics seran empresonats i Max es disfressarà de monjo per intentar alliberar-los. Leslie s'enfrontarà, primer amb floret i després amb espasa, amb el seu carceller, un baró que vol destronar el rei amb l'ajuda d'un dels seus generals. Finalment, el baró, encara que és molt bon espadatxí, perd el duel i es llança d'una tronera a una barca, que s'enfonsa.
Fatalitat ha de ser coronat rei, però decideix fugir. A continuació hi ha una gran batalla de pastissos en què participen tots, tant Leslie com fins i tot l'autèntic rei.
Els dos protagonistes tornen a agafar els cotxes i se'n van. Finalment, la prova es pot reprendre.
En aquesta última recta no hi ha cap problema gros, tret de l'empitjorament de la relació entre Leslie i Maggie Dubois, que, com sabem, ha pujat al cotxe de Leslie. Discuteixen sovint, sobretot a París, i, quan són davant la línia d'arribada, Leslie para el motor per abraçar Maggie i convèncer-la del seu amor per ella. Fatalitat, que portava un o dos minuts de retard, arriba i guanya la prova, com volia Leslie. La senyoreta Dubois li diu: "Has perdut." I Leslie li respon: "Només la cursa."
Fatalitat exigirà, no obstant, "guanyar sense ajuda". Llavors s'organitza una cursa de París a Nova York. En el moment d'arrencar, Fatalitat diu: "Pitja el botó, Max." Aquest últim ho fa i llavors un canó surt del capot de l'Hannibal VIII i destrueix la torre Eiffel.
La pel·lícula s'acaba aquí.

## Repartiment
- Tony Curtis: el Gran Leslie
- Natalie Wood: Maggie Dubois
- Jack Lemmon: professor Fatalitat
- Peter Falk: Max
- Keenan Wynn: Hezekiah
- Arthur O'Connell: Sr. Grosbonnet
- Vivian Vance: Sra. Grosbonnet
- Dorothy Provine: Lily Olay
- Larry Storch: Texas Jack
- Ross Martin: baró Rolfe von Stuppe
- Marvin Kaplan: Frisbee
- Hal Smith: alcalde de Boracho
- Denver Pyle: xèrif de Boracho
- William Bryant: guàrdia
- Ken Wales: guàrdia

## Premis i nominacions

### Premis
- 1966: Oscar a la millor edició de so per a Treg Brown

### Nominacions
- 1966: Oscar a la millor fotografia per a Russell Harlan
- 1966: Oscar al millor so per a George Groves
- 1966: Oscar al millor muntatge per a Ralph E. Winters
- 1966: Oscar a la millor cançó original per a Henry Mancini (música) i Johnny Mercer (lletra), amb "The Sweetheart Tree"
- 1966: Globus d'Or a la millor pel·lícula musical o còmica
- 1966: Globus d'Or al millor actor musical o còmic per a Jack Lemmon
- 1966: Globus d'Or a la millor banda sonora original per a Henry Mancini
- 1966: Globus d'Or a la millor cançó original per a Henry Mancini (música) i Johnny Mercer (lletra), amb "The Sweetheart Tree"